# 檸檬塔
檸檬塔（英文：Lemon tart，法文：Tarte au citron）或稱檸檬餡餅、法式檸檬塔、法式檸檬派，是一道由麵粉、奶油與檸檬製成的西方甜食點心。
法國的传统做法是把檸檬的卡仕達醬放入派皮後再一起烤，烤完後的派皮口感較濕潤，內餡和派皮的味道能更加完美的融合為一。
改良後的版本是採用預烤法，先把派皮單獨烤過，同時把餡料隔水加熱，烤完和熱完之後就把兩者裝填，再一起烤一段時間就能完成。此種派皮為了節省時間，可以使用冰淇淋混合餅乾碎屑，如此就能全面保持塔皮的酥脆口感並增加牛奶的香味；在
在英國，檸檬餡餅含有烤檸檬奶油的糕點包裝。通常食譜在進行烘烤前加入製作好的餡料，有時在上桌前灑上糖粉；另外餡料也可以在平底鍋中煮熟，然後再加入烤熟的糕點皮中。

## 外部連結
- 维基共享资源上的相關多媒體資源：檸檬塔